# Mustafa Abdel Gelil
Muṣṭafā ʿAbd al-Jalīl (in arabo مصطفى عبد الجليل‎?; Beida, 6 novembre 1952) è un politico libico.
È stato capo di Stato ad interim della Libia, dopo la morte di Muʿammar Gheddafi e l'insediamento del Consiglio nazionale di transizione come governo provvisorio, e fino alla sua dissoluzione l'8 agosto 2012. Gli succedette nella carica Mohammed Ali Salim, in quanto presidente del Congresso nazionale generale, all'insediamento di questo nuovo organismo.

## Biografia
Compiuti gli studi scolastici nella sua città natale, Muṣṭafā ʿAbd al-Jalīl Faḍīl proseguì a livello universitario la sua preparazione, frequentando dapprima l'Università Gāryūnis di Bengasi per poi tornare ad al-Baydāʾ per frequentare i corsi della locale Università Islamica (in arabo جامعة محمد بن علي السنوسي‎?, Jāmiʿa Muḥammad b. ʿAlī al-Sanūsī, "Università Muḥammad b. ʿAlī al-Sanūsī") svolti nella sua Sezione (qism) di "Shari'a e giurisprudenza", facenti parte della Facoltà di Lingua araba e Studi islamici di quell'Ateneo. Qui si laureò nel 1975.
Diventò giudice (in arabo ﻗﺎﺿﻲ‎?, qāḍī) nel 1978, consigliere di tribunale (in arabo مستشار‎?, mustashār) nel 1996 e nel 2002 diventa presidente di corte d'appello (in arabo محكمة استئناف‎?, Maḥkama istiʾnāf). In questa veste, fu indicato dal settimanale francese L'Express come responsabile dell'intransigenza della corte nel condannare a morte (condanna successivamente commutata in ergastolo) le sei infermiere bulgare ritenute responsabili dell'epidemia di HIV scoppiata, nel 1998, all'ospedale pediatrico El-Fatih di Bengasi: 400 bambini infettati per trasfusione di sangue infetto, deliberatamente infettati da parte dei condannati per ordine della CIA, secondo la ricostruzione processuale, mentre per la difesa i bambini erano vittime di sangue infetto presente in ospedale prima dell'arrivo delle sei infermiere. Nel 2006, fu nominato presidente del tribunale di al-Bayḍāʾ. Nel gennaio 2007 è ministro della giustizia della Libia.
Nell'agosto 2010, un rappresentante di Human Rights Watch elogiò la presa di posizione pubblica di Jalil contro i metodi di arresto e prolungata detenzione senza processo dei cittadini libici. Dichiarazioni dello stesso tenore furono rilasciate da Amnesty International, nel novembre 2010, e nuovamente da Human Rights Watch durante la Universal Periodic Review (UPR) del 2010 presso il Consiglio per i diritti umani delle Nazioni Unite.
In seguito alle sommosse popolari in Libia cominciate il 16 febbraio 2011, il 21 febbraio ha rassegnato le dimissioni dal governo di Muhammad Abu l-Qasim al-Zuwayy ed è passato alle forze anti-Gheddafi. Il 23 febbraio 2011, intervistato dal quotidiano svedese Expressen, l'ex ministro ha ammesso le responsabilità dirette del colonnello Gheddafi nell'ordinare l'attentato al Volo Pan Am 103 nel 1988 che costò la vita a tutte le 259 persone a bordo e a 11 abitanti della cittadina scozzese di Lockerbie.
Dal 27 febbraio 2011 svolge a Bengasi la carica di segretario del Consiglio Nazionale Libico, che riunisce parte delle opposizioni anti-Gheddafi. Il regime di Gheddafi il giorno 9 marzo 2011 ha promesso una ricompensa di 500.000 dīnār (circa 270.000 euro) a chi lo catturerà e lo consegnerà; inoltre chi fornirà informazioni utili alla sua cattura riceverà una ricompensa di 200.000 dīnār (130.000 euro). Muṣṭafā ʿAbd al-Jalīl è infatti definito dal regime di Gheddafi una "spia". Il 20 ottobre 2011, in seguito alla morte di Gheddafi, assume "ad interim" la carica di capo di Stato.
L'11 dicembre 2012 viene coinvolto nell'inchiesta avviata dalla magistratura, nel quadro dell'assassinio del gen. Abd al-Fattah Yunis, il capo di stato maggiore all'epoca di Gheddafi, passato poi dalla parte degli insorti. La prima udienza è stata fissata per il 20 febbraio 2013.